# Gelis alpivagus
Gelis alpivagus là một loài tò vò trong họ Ichneumonidae.